# Darci Rossi
Darci Rossi (Guaxupé, 1 de fevereiro de 1947 — Valinhos, 20 de janeiro de 2017) foi um compositor brasileiro de música sertaneja.

## Biografia
Filho de João Rossi e Natercia Boldrini Rossi, nasceu na cidade de Guaxupé e foi criado em São Caetano do Sul. Trabalhou na General Motors, onde entrou em 1969 e em 1977 chegou a ocupar a gerência do Banco GM. Nesta função, conheceu dois jovens clientes que estavam procurando financiamento para a comprar um carro modelo Chevrolet Opala. Estes jovens eram Chitãozinho & Xororó em início de carreira. A amizade entre os três iniciou, porque Darci já compunha letras de músicas, entusiasmando a dupla pela qualidade dos versos que escrevia. 
É neste período que nasceu o compositor Darci Rossi, dono de mais de 400 canções gravadas e responsável pelos maiores sucessos das duplas Chitãozinho e Xororó (principalmente Fio de Cabelo e 60 Dias Apaixonado), João Paulo & Daniel e João Mineiro & Marciano, entre tantos outros.
Em 2009, foi homenageado com a concessão do título de cidadão honorário do município de Valinhos e em 2010, com o Diploma de Mérito Cultural e Artístico Adoniran Barbosa, também concedido pela câmara de Valinhos, pelo "seu trabalho, dedicação e altruísmo, divulgando a música sertaneja e o município onde vive".
Morreu em 20 de janeiro de 2017, aos 69 anos, vítima de uma infecção pulmonar.